# Åke Malmaeus
Carl Åke Malmaeus, född 22 oktober 1911 i Örebro, död 30 mars 1985 i Stockholm, var en svensk diplomat som var Sveriges ambassadör i Turkiet 1959–1963 och i Kanada 1969–1976. 

## Biografi
Åke Malmaeus växte upp i Örebro där hans far, Carl Theodor Gustafsson, var disponent för Örnen, en av de större skofabrikerna. Han tog studenten vid Karolinska Läroverket och avlade en juris kandidat examen vid Uppsala universitet 1935. År 1938 gifte han sig med Mary-Elizabeth McIntyre (1916–2011) från Winnipeg i Kanada, som han fick fem barn med. Efter sin fars död 1959 tog han över familjegården Espenäs vid Hjälmaren i Närke, där han tillbringade sina somrar förutom under Andra Världskriget. Makarna Malmaeus är begravda på Nikolai kyrkogård i Örebro.

## Diplomat
Efter militärtjänst anställdes han som attaché vid Utrikesdepartementet (UD) 1937. Efter tjänstgöring i Madrid och Barcelona 1938 och Paris från 1939 andre sekreterare i Utrikesdepartementet 1942. Han var vicekonsul och handelsattaché i San Francisco 1943–1945, förste legationssekreterare i Washington, D.C. 1945–1949 och byråchef på handelsavdelningen på UD från 1950.  Åren 1956–1959 var han utrikesråd och chef för UD:s handelavdelning och utnämndes därefter till ambassadör i Turkiet. Mellan 1964 och 1969 tjänstgjorde han som chef för UD:s administrativa avdelning och utnämndes därefter till ambassadör i Kanada till sin pensionering 1976. Han var ledamot av International Food Emergency Council och internationella varukommitten 1946–1949 och ombud vid förhandlingar om internationella veteavtal samtliga i New York. Som byråchef vid UD i Stockholm var han ombud eller ordförande vid handelsförhandlingar med ett antal olika stater i bland annat det kommunistiska Europa under åren 1949–1959, ledamot av Exportkreditnämnden 1956, vice ordförande 1955 och ordförande 1957–1959 i UNECE:s handelskommitte i Genève.